# Холомерье
Холоме́рье (бел. Халаме́р’е) — деревня в Городокском районе Витебской области Белоруссии. Входит в состав Вировлянского сельсовета.

## География
Деревня Холомерье располагается в 62 км к северо-западу от города Городок, возле автодороги Езерище — Оболь.

## История
Населённый пункт под названием Холомерово присутствует на карте Городокского уезда Витебской губернии, датированной 1821 годом. В 1906 году Холомерье являлось центром волости.
В советское время деревня стала центром Холомерского сельсовета. В 2004 году сельсовет был ликвидирован, а все населённые пункты перешли в состав Вировлянского сельсовета.

## Население
В 2003 году в деревне насчитывалось 315 жителей в 146 дворах. В 2019 году — 186 человек.

## Инфраструктура
В Холомерье действуют средняя школа, клуб, библиотека, больница, аптека, отделение связи.
Холомерская сельская участковая больница известна далеко за пределами Белоруссии благодаря деятельности врача Михаила Самарина, занимающегося лечением болезней опорно-двигательного аппарата.
В деревне расположено лесничество.

## Культура
- Клуб
- Библиотека
- Музей

## Достопримечательность
- Братская могила советских воинов и земляков (1943—1944)[4][9] —  Историко-культурная ценность Республики Беларусь, шифр 213Д000361. В 1975 году установлена стела.
- Памятник в честь 4-й Белорусской партизанской бригады (1968). В 6 км на запад от д. Холомерье, в лесу, на месте действия 4-й Белорусской партизанской бригады.
- Церковь святой Марии Магдалины.

### Утраченное наследие
- Церковь Св. Духа

## Известные уроженцы и жители
- Николаева, Анна Емельяновна (1918—2012) — Герой Социалистического Труда[10].
- Бышнёв, Игорь Иванович (род. 1964) — белорусский учёный-орнитолог, эколог. Кандидат биологических наук (1999).
- Житкевич, Змитер Максимович (1904—1955) — белорусский поэт, прозаик.